# K League 1988
La Liga de Fútbol Profesional de Corea 1988 fue la 6.ª temporada de la K League. Contó con la participación de cinco equipos. El torneo comenzó el 26 de marzo y terminó el 12 de noviembre de 1988.
El campeón fue POSCO Atoms. Por otra parte, salió subcampeón Hyundai Horang-i.

## Reglamento de juego
El torneo se disputó en un formato de todos contra todos a triple ida y vuelta, de manera tal que cada equipo debió jugar tres partidos de local y tres de visitante contra sus otros cuatro contrincantes y quedar libre en seis fechas. Una victoria se puntuaba con dos unidades, mientras que el empate valía un punto y la derrota, ninguno.
Para desempatar se utilizaron los siguientes criterios:
1. Puntos
2. Diferencia de goles
3. Goles anotados
4. Resultados entre los equipos en cuestión

## Tabla de posiciones
| Pos. | Equipo                 | Pts. | PJ | G  | E  | P  | GF | GC | Dif. | Clasificación |
| ---- | ---------------------- | ---- | -- | -- | -- | -- | -- | -- | ---- | ------------- |
| 1    | POSCO Atoms            | 36   | 24 | 9  | 9  | 6  | 28 | 25 | +3   | Campeón       |
| 2    | Hyundai Horang-i       | 35   | 24 | 10 | 5  | 9  | 30 | 25 | +5   |               |
| 3    | Yukong Elephants       | 32   | 24 | 8  | 8  | 8  | 25 | 24 | +1   |               |
| 4    | Lucky-Goldstar Hwangso | 29   | 24 | 6  | 11 | 7  | 22 | 29 | −7   |               |
| 5    | Daewoo Royals          | 29   | 24 | 8  | 5  | 11 | 28 | 30 | −2   |               |

 Fuente: South Korea 1988

## Campeón
|                                |
|                                |
| Campeón POSCO Atoms 2.º título |